# Don't Bother Me
"Don't Bother Me" é a primeira canção escrita por George Harrison a aparecer em um álbum dos Beatles. Originalmente foi lançada no Reino Unido no segundo álbum do grupo, With the Beatles, de 1963.

## História
Harrison escreveu a canção enquanto estava doente e de cama em um quarto de hotel em Bournemouth, Inglaterra. Ele considerou isto um exercício para ver se conseguia escrever uma canção. Mais tarde ele diria: "Pelo menos isto me mostrou que tudo que eu precisava era continuar a escrever e então quem sabe eu escreveria algo bom". Os Beatles já tinham gravado duas canções compostas por George Harrison mas não as tinham lançado: "In Spite of All the Danger" (em parceria com Paul McCartney) e "Cry for a Shadow" (em parceria com John Lennon). Ambas só foram lançadas em 1995 no álbum Anthology 1.
As frases da canção "So go away, leave me alone, don't bother me" (ou seja "Então vá, deixe me sozinho, não me perturbe") não eram comuns em canções dos Beatles na época mas se tornaria uma característica de George Harrison.
"Don't Bother Me" foi apresentada no filme A Hard's Day's Night, durante a cena que os Beatles dançam em um clube noturno.

## Lançamento
- Reino Unido: With the Beatles
- Estados Unidos: Meet the Beatles!
- Brasil: Beatlemania

## Ficha técnica
- George Harrison – vocal, guitarra solo
- John Lennon – guitarra rítmica, pandeiro
- Paul McCartney – baixo, claves
- Ringo Starr – bateria, bongos
- George Martin – produção
- Norman Smith – engenharia

Créditos por Ian MacDonald